# Jimmy Gressier
Jimmy Gressier (* 4. Mai 1997 in Boulogne-sur-Mer) ist ein französischer Leichtathlet, der vor allem in den Langstreckenläufen und im Crosslauf antritt.

## Sportliche Laufbahn
Jimmy Gressier trat erstmals 2015 in internationalen Meisterschaften an. Im März startete er im Rahmen des U20-Rennens bei den Crosslauf-Weltmeisterschaften in Guiyang, bei dem er als 80. ins Ziel kam. Besser lief es bei den Crosslauf-Europameisterschaften in seiner Heimat in Hyères, bei denen er den vierten Platz im Juniorenrennen belegte. Ein Jahr später belegte er den gleichen Platz im gleichen Rennen bei den Crosslauf-Europameisterschaften in Chia. Im Juni wurde er in 3:55,82 min französischer Vize-U20-Meister über 1500 Meter. Einen Monat später ging er 5000 Meter bei den U20-Weltmeisterschaften in Bydgoszcz an den Start und belegte im Finale den zehnten Platz. 2017 gewann er auch in der Altersklasse U23 die Silbermedaille bei den nationalen Meisterschaften, wenngleich er sieben Sekunden schneller lief als ein Jahr zuvor. Im Sommer wurde er bei den U23-Europameisterschaften, die wie ein Jahr zuvor die Juniorenweltmeisterschaften in Bydgoszcz stattfanden, über 5000 Meter disqualifiziert. Bei den Crosslauf-Europameisterschaften in Šamorín hingegen konnte er die Goldmedaille in der Altersklasse U23 gewinnen.
Im Juni 2018 trat Gressier sowohl bei den U23-Mittelmeerspielen in Jesolo als auch bei den regulären Mittelmeerspielen im spanischen Tarragona an. Während er in der Altersklasse U23 über 5000 Meter siegreich war, belegte er im Finale in Tarragona in 14:01,13 min den achten Platz. Bei den Crosslauf-Europameisterschaften in Tilburg wiederholte er seinen Triumph aus 2017. Im Februar 2019 wurde er französischer Vizehallenmeister über 3000 Meter. Über diese Distanz ging er auch einige Wochen später bei den Halleneuropameisterschaften in Glasgow an den Start. Dabei zog er in das Finale ein, in dem er in 8:00,89 min den siebten Platz belegte. Im Sommer ging er über die 5000 und die 10.000 Meter bei den U23-Europameisterschaften in Gävle an den Start. Nachdem er im Juni in 13:23,04 min eine neue 5000-Meter-Bestzeit aufgestellt hatte, reichten ihm im Finale 14:16,55 min um die Goldmedaille zu gewinnen. Bereits zwei Tage zuvor gewann er in Bestzeit von 28:44,17 min die Goldmedaille über die doppelte Distanz. Im Dezember gewann Gressier zum insgesamt dritten Mal Gold bei den Crosslauf-Europameisterschaften in der Altersklasse U23, diesmal in Lissabon.
Im Februar 2020 lief Gressier bei einem 5-Kilometer-Straßenlauf in Monaco in 13:18 min auf den zweiten Platz. Diese Zeit bedeutete einen neuen Europarekord, der zuvor vom schweizerisch-französischen Athleten Julien Wanders gehalten wurde. Im August verbesserte er seine Bestzeit über 5000 Meter beim Diamond League Meeting in Monaco auf 13:15,77 min. 2021 startete er im März bei den Halleneuropameisterschaften im polnischen Toruń und belegte im Finale der 3000 Meter den achten Platz. Anfang Juni lief er in Huelva mit 13:08,99 min eine neue 5000-Meter-Bestzeit und qualifizierte sich damit für die Olympischen Sommerspiele in Tokio. Bei seiner Olympiapremiere erreichte er als Neunter seines Vorlaufes das Finale, in dem er mit 13:11,33 min den 13. Platz belegte. Ein Jahr später nahm er auch an seinen ersten Weltmeisterschaften teil und belegte im 10.000-Meter-Rennen den elften Platz. Über die gleiche Distanz trat er auch einen Monat später bei den Europameisterschaften in München an, wobei er als Vierter knapp eine Medaille verpasste.
2023 stellte Gressier beim Monaco Run mit 13:12 min einen neuen Europarekord über die 5 km Distanz auf. Im Juli lief er beim Diamond-League-Meeting in Monaco in 12:56,09 min über 5000 Meter einen neuen französischen Nationalrekord. Einen Monat später trat er bei den Weltmeisterschaften in Budapest an. Im Wettkampf über 5000 Meter zog er in das Finale ein, in dem er den neunten Platz belegte. Anfang Oktober trat er bei den Straßenlauf-Weltmeisterschaften in Riga an. Im Wettkampf über die Halbmarathondistanz belegte er mit neuer Bestzeit von 59:46 min den fünften Platz.
Am 14. Februar 2025 gelang Gressier in Boston mit 12:54,92 min ein neuer Hallen-Europarekord über die 5000 Meter. Wenige Wochen später lief er im März in Lille die 5 km in 12:57 Minuten. Damit blieb er als erster Nicht-Afrikaner über diese Straßenlauf-Distanz unter 13 Minuten.

## Wichtige Wettbewerbe
| Jahr                   | Veranstaltung                   | Ort                    | Platz                  | Disziplin              | Zeit                   |
| Startet für Frankreich | Startet für Frankreich          | Startet für Frankreich | Startet für Frankreich | Startet für Frankreich | Startet für Frankreich |
| ---------------------- | ------------------------------- | ---------------------- | ---------------------- | ---------------------- | ---------------------- |
| 2015                   | Crosslauf-Weltmeisterschaften   | Guiyang                | 80.                    | Juniorenrennen         | 28:10 min              |
| 2015                   | Crosslauf-Europameisterschaften | Hyères                 | 4.                     | Juniorenrennen         | 17:48 min              |
| 2016                   | U20-Weltmeisterschaften         | Bydgoszcz              | 10.                    | 5000 m                 | 13:55,07 min           |
| 2016                   | Crosslauf-Europameisterschaften | Chia                   | 4.                     | Juniorenrennen         | 17:19 min              |
| 2017                   | U23-Europameisterschaften       | Bydgoszcz              |                        | 5000 m                 | DSQ                    |
| 2017                   | Crosslauf-Europameisterschaften | Šamorín                | 1.                     | U23-Rennen             | 24:35 min              |
| 2018                   | U23-Mittelmeerspiele            | Jesolo                 | 1.                     | 5000 m                 | 14:35,85 min           |
| 2018                   | Mittelmeerspiele                | Tarragona              | 8.                     | 5000 m                 | 14:01,13 min           |
| 2018                   | Crosslauf-Europameisterschaften | Tilburg                | 1.                     | U23-Rennen             | 23:37 min              |
| 2019                   | Halleneuropameisterschaften     | Glasgow                | 7.                     | 3000 m                 | 8:00,89 min            |
| 2019                   | U23-Europameisterschaften       | Gävle                  | 1.                     | 5000 m                 | 14:16,55 min           |
| 2019                   | U23-Europameisterschaften       | Gävle                  | 1.                     | 10.000 m               | 28:44,17 min           |
| 2019                   | Crosslauf-Europameisterschaften | Lissabon               | 1.                     | U23-Rennen             | 24:17 min              |
| 2021                   | Halleneuropameisterschaften     | Toruń                  | 8.                     | 3000 m                 | 7:52,43 min            |
| 2021                   | Olympische Sommerspiele         | Tokio                  | 13.                    | 5000 m                 | 13:11,33 min           |
| 2022                   | Weltmeisterschaften             | Eugene                 | 11.                    | 10.000 m               | 27:44,55 min           |
| 2022                   | Europameisterschaften           | München                | 4.                     | 10.000 m               | 27:49,84 min           |
| 2023                   | Weltmeisterschaften             | Budapest               | 9.                     | 5000 m                 | 13:17,20 min           |
| 2023                   | Straßenlauf-Weltmeisterschaften | Riga                   |                        | Halbmarathon           | 59:46 min              |

## Persönliche Bestleistungen
Freiluft
- 800 m: 1:54,33 min, 7. Mai 2017, Calais
- 1000 m: 2:18,87 min, 27. April 2024, Mailand
- 1500 m: 3:32,71 min, 19. Juli 2025, Heusden-Zolder
- 3000 m: 7:40,21 min, 2. Juli 2023, Stockholm
- 3000 m Hindernis: 8:24,72 min, 29. August 2020, Décines-Charpieu
- 5000 m: 12:51,59 min, 20. Juni 2025, Paris, (französischer Rekord)
- 10.000 m: 26:58:67 min, 2. August 2024, Paris

Straße
- 5-km-Lauf: 12:57 min, 16. März 2025, Lille, (Europarekord)
- 10-km-Lauf: 27:07 min, 17. März 2024, Lille, (Europarekord)
- Halbmarathon: 59:46 min, 1. Oktober 2023, Riga

Halle
- 1500 m: 3:37,41 min, 12. Februar 2022, Metz
- 3000 m: 7:39,70 min, 29. Januar 2021, Karlsruhe
- 5000 m: 12:54,92 min, 14. Februar 2025, Boston (Europarekord)